# Ситовка (Тамбовская область)
Ситовка — деревня в Сосновском районе Тамбовской области. Входит в состав Верхнеярославского сельсовета.

## История
Деревня Ситовка впервые обозначена на карте А.И. Менде 1862 года, под названием Ситовка (Шатская). 

## Население
В 1910 году в Ситовке было 38 домохозяйств, земли - 195 десятин.
В 1911 году в деревне насчитывалось 36 дворов, а население составляло 310 человек (мужчин — 150, женщин — 160). Надельной земли имелось 194 десятины. Владение ею подворное.
В 1914 году в Ситовке проживало 315 человек (мужчин — 140, женщин — 175).
По данным переписи 1926 года в деревне было 65 хозяйств с населением 359 человек (мужчин — 169, женщин — 190).
По спискам сельскохозяйственного налога на 1928-29 гг. насчитывалось 73 хозяйства с населением 390 человек.
В 2010 году в Ситовке проживало 4 человека.
| 2010 |
| ---- |
| 4    |